# Klubowe Mistrzostwa Krajów Nordyckich w piłce siatkowej mężczyzn (2009/2010)
Klubowe Mistrzostwa Krajów Nordyckich w piłce siatkowej mężczyzn w sezonie 2009/2010 - 3. sezon rozgrywek o mistrzostwo krajów nordyckich. Zainaugurowane zostały 30 października 2009 roku i trwały do 31 stycznia 2010 roku.
W fazie grupowej 10 zespołów rozstawionych zostało w trzech grupach liczących cztery bądź trzy drużyny. W grupach zespoły grały systemem każdy z każdym. Zwycięzcy grup oraz najlepsza drużyna, która zajęła drugie miejsce awansowały do turnieju finałowego, przy czym w grupie liczącej cztery drużyny, zespołowi zajmującemu drugie miejsce nie uwzględniano wyników z zespołem zajmującym ostatnie miejsce w grupie. 
Turniej finałowy rozegrany został w dniach 29-31 stycznia 2010 roku w szwedzkiej gminie Sollentuna. Mistrzem krajów nordyckich został duński klub Marienlyst Odense.

## Drużyny uczestniczące
| Drużyna           | Miejsce w sezonie 2008/2009 | Miasto      |
| ----------------- | --------------------------- | ----------- |
| Maryenlist Odense | złoto                       | Odense      |
| Middelfart VK     | srebro                      | Middelfart  |
| Aalborg HIK       | faza grupowa                | Aalborg     |
| Gentofte Volley   | faza grupowa                | Gentofte    |
| Nyborg VBK        | 4                           | Nyborg      |
| Førde VBK         | faza grupowa                | Førde       |
| Falkenbergs VBK   | brąz                        | Falkenberg  |
| Örkelljunga VK    | nie brał udziału            | Örkelljunga |
| Sollentuna VK     | nie brał udziału            | Sollentuna  |
| Linköpings VC     | nie brał udziału            | Linköping   |

## Faza grupowa

### Grupa 1 - Örkelljunga
Tabela
| Poz. | Klub            | Pkt | Mecze | Mecze | Mecze | Sety | Sety | Sety  | Małe punkty | Małe punkty | Małe punkty |
| Poz. | Klub            | Pkt | M     | Z     | P     | wyg. | prz. | ratio | zdob.       | str.        | ratio       |
| ---- | --------------- | --- | ----- | ----- | ----- | ---- | ---- | ----- | ----------- | ----------- | ----------- |
| 1    | Middelfart VK   | 6   | 3     | 3     | 0     | 9    | 4    | 2,250 | 284         | 265         | 1,072       |
| 2    | Gentofte Volley | 4   | 3     | 1     | 2     | 7    | 8    | 0,875 | 305         | 310         | 0,984       |
| 3    | Linköpings VC   | 4   | 3     | 1     | 2     | 5    | 6    | 0,833 | 237         | 243         | 0,975       |
| 4    | Örkelljunga VK  | 4   | 3     | 1     | 2     | 5    | 8    | 0,625 | 274         | 282         | 0,972       |

Wyniki spotkań
| 30.10.2009 | Örkelljunga VK | 0:3 (23:25, 22:25, 21:25) | Linköpings VC |

| 30.10.2009 | Gentofte Volley | 2:3 (20:25, 25:20, 22:25, 25:16, 12:15) | Middelfart VK |

| 31.10.2009 | Middelfart VK | 3:0 (25:23, 25:19, 25:22) | Linköpings VC |

| 31.10.2009 | Örkelljunga VK | 3:2 (24:26, 25:22, 22:25, 25:18, 15:8) | Gentofte Volley |

| 01.11.2009 | Linköpings VC | 2:3 (25:15, 16:25, 22:25, 25:22, 10:15) | Gentofte Volley |

| 01.11.2009 | Örkelljunga VK | 2:3 (24:26, 25:21, 16:25, 25:21, 7:15) | Middelfart VK |

### Grupa 2 - Sollentuna
Tabela
| Poz. | Klub              | Pkt | Mecze | Mecze | Mecze | Sety | Sety | Sety  | Małe punkty | Małe punkty | Małe punkty |
| Poz. | Klub              | Pkt | M     | Z     | P     | wyg. | prz. | ratio | zdob.       | str.        | ratio       |
| ---- | ----------------- | --- | ----- | ----- | ----- | ---- | ---- | ----- | ----------- | ----------- | ----------- |
| 1    | Maryenlist Odense | 4   | 2     | 2     | 0     | 6    | 0    | MAX   | 150         | 123         | 1,220       |
| 2    | Sollentuna VK     | 3   | 2     | 1     | 1     | 3    | 3    | 1,000 | 144         | 135         | 1,067       |
| 3    | Nyborg VBK        | 2   | 2     | 0     | 2     | 0    | 6    | 0,000 | 115         | 151         | 0,762       |

Wyniki spotkań
| 30.10.2009 | Sollentuna VK | 3:0 (25:15, 25:21, 26:24) | Nyborg VBK |

| 31.10.2009 | Nyborg VBK | 0:3 (15:25, 22:25, 18:25) | Maryenlist Odense |

| 01.11.2009 | Sollentuna VK | 0:3 (23:25, 22:25, 23:25) | Maryenlist Odense |

### Grupa 3 - Førde
Tabela
| Poz. | Klub            | Pkt | Mecze | Mecze | Mecze | Sety | Sety | Sety  | Małe punkty | Małe punkty | Małe punkty |
| Poz. | Klub            | Pkt | M     | Z     | P     | wyg. | prz. | ratio | zdob.       | str.        | ratio       |
| ---- | --------------- | --- | ----- | ----- | ----- | ---- | ---- | ----- | ----------- | ----------- | ----------- |
| 1    | Falkenbergs VBK | 3   | 2     | 1     | 1     | 5    | 4    | 1,250 | 205         | 187         | 1,096       |
| 2    | Aalborg HIK     | 3   | 2     | 1     | 1     | 5    | 5    | 1,000 | 201         | 217         | 0,926       |
| 3    | Førde VBK       | 3   | 2     | 1     | 1     | 4    | 5    | 0,800 | 198         | 200         | 0,990       |

Wyniki spotkań
| 30.10.2009 | Førde VBK | 1:3 (19:25, 25:21, 25:27, 25:19) | Falkenbergs VBK |

| 31.10.2009 | Falkenbergs VBK | 2:3 (25:18, 25:15, 20:25, 24:26, 13:15) | Aalborg HIK |

| 01.11.2009 | Førde VBK | 3:2 (25:21, 22:25, 25:20, 23:25, 15:11) | Aalborg HIK |

### Klasyfikacja drugich miejsc
| Poz. | Klub            | Pkt | Mecze | Mecze | Mecze | Sety | Sety | Sety  | Małe punkty | Małe punkty | Małe punkty |
| Poz. | Klub            | Pkt | M     | Z     | P     | wyg. | prz. | ratio | zdob.       | str.        | ratio       |
| ---- | --------------- | --- | ----- | ----- | ----- | ---- | ---- | ----- | ----------- | ----------- | ----------- |
| 1    | Sollentuna VK   | 3   | 2     | 1     | 1     | 3    | 3    | 1,000 | 144         | 135         | 1,067       |
| 2    | Gentofte Volley | 3   | 2     | 1     | 1     | 5    | 5    | 1,000 | 206         | 199         | 1,035       |
| 3    | Aalborg HIK     | 3   | 2     | 1     | 1     | 5    | 5    | 1,000 | 201         | 217         | 0,926       |

## Turniej finałowy

### Tabela końcowa
| Poz. | Klub              | Pkt | Mecze | Mecze | Mecze | Sety | Sety | Sety  | Małe punkty | Małe punkty | Małe punkty |
| Poz. | Klub              | Pkt | M     | Z     | P     | wyg. | prz. | ratio | zdob.       | str.        | ratio       |
| ---- | ----------------- | --- | ----- | ----- | ----- | ---- | ---- | ----- | ----------- | ----------- | ----------- |
| 1    | Maryenlist Odense | 6   | 3     | 3     | 0     | 9    | 4    | 2,250 | 305         | 255         | 1,196       |
| 2    | Middelfart VK     | 5   | 3     | 2     | 1     | 8    | 5    | 1,600 | 284         | 277         | 1,025       |
| 3    | Falkenbergs VBK   | 4   | 3     | 1     | 2     | 6    | 6    | 1,000 | 270         | 272         | 0,993       |
| 4    | Sollentuna VK     | 3   | 3     | 0     | 3     | 1    | 9    | 0,111 | 191         | 246         | 0,776       |

### Wyniki spotkań
| 29.01.2010 | Falkenbergs VBK | 2:3 (20:25, 21:25, 30:28, 26:24, 9:15) | Middelfart VK |

| 29.01.2010 | Sollentuna VK | 1:3 (25:21, 18:25, 17:25, 14:25) | Maryenlist Odense |

| 30.01.2010 | Maryenlist Odense | 3:1 (25:20, 25:21, 24:26, 25:22) | Falkenbergs VBK |

| 30.01.2010 | Middelfart VK | 3:0 (25:19, 25:21, 25:21) | Sollentuna VK |

| 31.01.2010 | Maryenlist Odense | 3:2 (25:12, 23:25, 22:25, 25:17, 15:13) | Middelfart VK |

| 31.01.2010 | Sollentuna VK | 0:3 (23:25, 17:25, 16:25) | Falkenbergs VBK |

## Klasyfikacja końcowa
| Miejsce | Zespół            |
| ------- | ----------------- |
| złoto   | Maryenlist Odense |
| 2.      | Middelfart VK     |
| 3.      | Falkenbergs VBK   |
| 4.      | Sollentuna VK     |